# Famiglia delle comete della fascia principale
Le comete della fascia principale sono un gruppo di comete di cui non è ancora ben chiara l'origine e la reale natura nonché l'eventuale collegamento con la molto più numerosa famiglia delle comete gioviane.
Una cometa della fascia principale è un corpo celeste che presenta o che ha presentato almeno in parte e almeno temporaneamente caratteristiche simili a quelle presentate dalle comete. Per gran parte della loro orbita hanno un aspetto simile a quello degli asteroidi della Fascia principale, per la restante parte della loro orbita, in genere attorno al perielio ma non necessariamente, assumono l'aspetto di comete.
Una delle loro caratteristiche è di avere l'orbita compresa interamente o per la maggior parte dentro la fascia principale degli asteroidi, al contrario della Famiglia di comete quasi-Hilda, un altro gruppo di comete ugualmente correlato con la famiglia delle comete gioviane, che orbitano nella parte esterna della fascia principale arrivando all'afelio fino all'orbita del pianeta Giove.
È da notare che la relativamente recente scoperta dei primi oggetti di questa nuova classe di oggetti celesti, avvenuta circa una trentina di anni fa, non ha ancora permesso di definire criteri univoci per l'appartenenza o meno di un oggetto a questa classe; la stessa cosa succede con la nomenclatura e relative sigle. Anche l'attribuzione o meno di oggetti a questa classe dipende dai criteri usati, criteri che variano da un ricercatore o team ad un altro. Alcune comete di questa famiglia erano, ed in alcune pubblicazioni sono ancora, attribuite a una famiglia di comete denominata Famiglia di Encke o Famiglia delle comete tipo Encke; queste comete sono comprese in uno dei due sottogruppi della famiglia delle comete della fascia principale.

## Denominazioni e suddivisione in sottogruppi
La definizione "comete della fascia principale" deriva da una classificazione basata sulle caratteristiche delle loro orbite e sulla presenza di un'ampia fenomenologia tipica o simile a quella usualmente manifestata dalle comete: questa definizione non implica che questi oggetti siano comete vere e proprie, o che il materiale dello strato esterno sia stato eiettato dalla sublimazione di sostanze volatili come avviene nei nuclei cometari.
Le comete della fascia principale, in inglese Main-Belt Comet (MBC), sono comete periodiche simili alle comete che compongono la famiglia delle comete gioviane (JFC), ma diverse da quest'ultime per varie caratteristiche. Le comete della fascia principale, sebbene ne siano attualmente conosciute poco più di una dozzina, sono già suddivise in due gruppi: le comete della fascia asteroidale, in inglese Asteroidal Belt Comets (ABC) vere e proprie e gli asteroidi collisionati o asteroidi entrati in collisione (non esiste ancora in italiano un nome o un'espressione che definisca specificatamente questo nuovo tipo di oggetti), in inglese Collisioned Asteroids (CA); questa divisione si rende necessaria a causa dell'origine specifica e delle caratteristiche mostrate dai membri dei due gruppi. 
Una denominazione che comprende entrambi i tipi di oggetti (vere comete e asteroidi) è oggetti attivi della fascia principale (in inglese active main belt objects, AMBO): in italiano non è ancora emersa una denominazione dominante per cui sono generalmente usate varie espressioni, generando spesso confusione nei lettori; il tempo e l'uso determineranno quale delle espressioni prenderà piede nella lingua italiana.

## Orbite
A differenza delle comete che percorrono parte della loro orbita a distanze dal Sole maggiori di quella del pianeta Giove, le comete della fascia principale degli asteroidi percorrono orbite quasi circolari all'interno della fascia, indistinguibili da quelle degli asteroidi che la costituiscono. Le prime tre comete della fascia principale scoperte hanno tutta la loro orbita compresa nella parte esterna della fascia principale degli asteroidi.
Le comete della fascia principale si distinguono dalle comete di corto periodo, per la maggior parte appartenenti alla famiglia delle comete gioviane, per avere semiassi maggiori più piccoli di quello di Giove, per la minore eccentricità e per le inclinazioni simili a quelle degli asteroidi della fascia.
 
Una parte di queste comete sono state associate a famiglie asteroidali quali la famiglia di asteroidi Themis, la famiglia di asteroidi di Flora e la famiglia di asteroidi Lixiaohua.

Circa due terzi dei membri di questa famiglia ha un semiasse maggiore compreso tra 2,928 e 3,196 UA, un parametro di Tisserand compreso tra 3,098 e 3,228, un'eccentricità compresa tra 0,042 e 0,273, una distanza perielica compresa tra 2,204 e 2,877 UA e una distanza afelica tra 3,129 e 3,966 UA.

## Origine
Poiché non sono noti fenomeni che possano modificare le orbite delle comete, corpi celesti formatisi nel Sistema solare esterno, in orbite a bassa eccentricità tipiche di quelle degli asteroidi della Fascia principale, si ipotizza che diversamente dalle altre comete le comete della Fascia principale siano semplicemente degli asteroidi composti parzialmente di sostanze volatili come l'acqua che si sono formati in una zona del Sistema solare interno prossima a quella da loro attualmente occupata e che anche molti altri asteroidi possano avere la stessa composizione.

## Attività
La maggior parte delle comete della fascia principale hanno mostrato una o più volte durante periodi più o meno lunghi emissioni di materiali, per la maggior parte polveri, simili a quelle prodotte dalle comete; generalmente mostrano un'attività cometaria solo in una parte della loro orbita, in particolare quella attorno al perielio. 
L'attività della cometa 133P/Elst-Pizarro è ricorrente, essendo stata osservata a ciascuno dei tre ultimi perieli. L'attività persiste durante uno o più mesi ogni 5-6 anni, durata della sua orbita. Si ritiene che la sua attività sia alimentata da ghiaccio messo allo scoperto da piccoli impatti avvenuti negli ultimi 100-1.000 anni. Questi impatti avrebbero portato allo scoperto tasche di materiali volatili situate appena sotto la superficie della cometa, esponendo così tale materiale all'azione della radiazione solare.
Al momento della scoperta nel gennaio 2010 P/2010 A2 LINEAR ha ricevuto una designazione cometaria e fu considerata una cometa della fascia principale; ora si ritiene che l'attività di emissione che ha dimostrato sia stata provocata dalla sua collisione con un altro asteroide.
Le osservazioni di 596 Scheila invece hanno mostrato che grandi quantità di polvere sono state scagliate nello spazio dall'impatto con un asteroide di circa 35 metri di diametro.

## Composizione
Si è ipotizzato che le comete della Fascia principale possano essere state la fonte di provenienza dell'acqua della Terra poiché il rapporto deuterio-idrogeno dell'acqua degli oceani terrestri è troppo basso perché la fonte principale siano state le comete classiche.

## Membri
I membri delle due sottoclassi finora scoperti sono:
- Comete della fascia asteroidale (ABC)[8]:

| Nome                         | Data della scoperta | Semiasse maggiore in UA | Perielio in UA | Eccentricità | Inclinazione | Fonti                       |
| ---------------------------- | ------------------- | ----------------------- | -------------- | ------------ | ------------ | --------------------------- |
| 2P/Encke                     | 1786                | 2,22                    | 0,36           | 0,848        | 11,78°       | [ 1 ]                       |
| 107P/Wilson-Harrington       | 19 novembre 1949    | 2,64                    | 0,99           | 0,624        | 2,77°        | [ 9 ]                       |
| 133P/Elst-Pizarro            | 19 novembre 1996    | 3,16                    | 2,65           | 0,164        | 1,39°        | [ 10 ] [ 11 ] [ 12 ] [ 13 ] |
| 176P/LINEAR                  | 7 settembre 1999    | 3,19                    | 2,58           | 0,194        | 0,23°        | [ 14 ]                      |
| 233P/La Sagra                | 19 novembre 2009    | 3,04                    | 1,79           | 0,409        | 11,28°       | [ 15 ]                      |
| 238P/Read                    | 24 ottobre 2005     | 3,16                    | 2,36           | 0,253        | 1,27°        | [ 16 ] [ 17 ]               |
| 259P/Garradd                 | 2 settembre 2008    | 2,73                    | 1,79           | 0,342        | 15,90°       | [ 18 ]                      |
| 282P/(323137) 2003 BM80      | 31 gennaio 2003     | 4,25                    | 3,45           | 0,189        | 5,81°        | [ 19 ] [ 20 ]               |
| 288P/(300163) 2006 VW139     | 15 novembre 2006    | 3,05                    | 2,43           | 0,201        | 3,24°        | [ 21 ] [ 22 ]               |
| 311P/PANSTARRS               | 15 agosto 2013      | 2,19                    | 1,94           | 0,115        | 4,97°        | [ 23 ]                      |
| 313P/Gibbs                   | 24 settembre 2014   | 3,16                    | 2,39           | 0,242        | 10,96°       | [ 24 ] [ 25 ] [ 26 ] [ 27 ] |
| 324P/La Sagra                | 14 settembre 2010   | 3,10                    | 2,62           | 0,154        | 21,42°       | [ 28 ]                      |
| 358P/PANSTARRS               | 6 ottobre 2012      | 3,15                    | 2,41           | 0,236        | 11,06°       | [ 29 ] [ 30 ]               |
| 367P/Catalina                | 10 febbraio 2011    | 3,51                    | 2,53           | 0,280        | 8,46°        | [ 1 ]                       |
| 407P/PANSTARRS-Fuls          | 5 maggio 2013       | 3,45                    | 2,12           | 0,385        | 4,90°        | [ 31 ]                      |
| 412P/WISE                    | 22 gennaio 2010     | 3,11                    | 1,61           | 0,481        | 8,94°        | [ 32 ]                      |
| 419P/PANSTARRS               | 21 marzo 2015       | 3,52                    | 2,54           | 0,279        | 2,80°        | [ 33 ]                      |
| 427P/ATLAS                   | 1 settembre 2017    | 3,17                    | 2,18           | 0,313        | 11,85°       | [ 34 ]                      |
| 433P/(248370) 2005 QN173     | 29 agosto 2005      | 3,07                    | 2,37           | 0.226        | 0,07°        | [ 35 ]                      |
| P/2013 R3 Catalina-PANSTARRS | 15 settembre 2013   | 3,03                    | 2,20           | 0,273        | 0,90°        | [ 36 ]                      |
| P/2015 X6 PANSTARRS          | 7 dicembre 2015     | 2,74                    | 2,30           | 0,162        | 4,56°        | [ 8 ]                       |
| P/2016 J1 PANSTARRS          | 5 maggio 2016       | 3,17                    | 2,45           | 0,228        | 14,33°       | [ 37 ] [ 38 ]               |
| 3200 Phaethon                | 11 ottobre 1983     | 1,27                    | 0,14           | 0,890        | 22,25°       | [ 1 ]                       |
| (62412) 2000 SY178           | 28 settembre 2000   | 3,15                    | 2,89           | 0,082        | 4,74°        | [ 39 ] [ 29 ]               |
| 2015 FW412                   | 13 aprile 2015      | 2,76                    | 2,32           | 0,161        | 13,74°       | [ 40 ]                      |
| 2015 VA108                   | 2 novembre 2015     | 3,13                    | 2,45           | 0,216        | 8,50°        | [ 41 ]                      |
| P/2024 L4 Rankin             | 15 giugno 2024      | 2,24                    | 0,68           | 0,696        | 10,10°       | [ 42 ]                      |

- Asteroidi entrati in collisione (CA)[8][1]:

| Nome                | Data della scoperta dell'outburst | Semiasse maggiore in UA | Perielio in UA | Eccentricità | Inclinazione | Fonti         |
| ------------------- | --------------------------------- | ----------------------- | -------------- | ------------ | ------------ | ------------- |
| 354P/LINEAR         | 6 gennaio 2010                    | 2,29                    | 2,01           | 0,124        | 5,26°        | [ 43 ] [ 44 ] |
| 596 Scheila         | 11 dicembre 2010                  | 2,93                    | 2,44           | 0,166        | 14,66°       | [ 45 ]        |
| 331P/Gibbs          | 22 marzo 2012                     | 3,00                    | 2,88           | 0,042        | 9,74°        | [ 18 ]        |
| P/2016 G1 PANSTARRS | 1 aprile 2016                     | 2,28                    | 2,04           | 0,210        | 10,97°       | [ 46 ]        |
| 6478 Gault          | 8 ? gennaio 2019                  | 2,31                    | 1,86           | 0,194        | 22,81°       | [ 47 ]        |